# Santurtzi (metropolitana di Bilbao)
Santurtzi è una stazione della linea 2 della metropolitana di Bilbao.
Si trova tra Cartero German Kalea e Mahastiak Kalea nel comune di Santurtzi.

## Storia
La stazione è stata inaugurata il 4 luglio 2009 in occasione della terza estensione della linea 2.